# Igarapé-Miri
Igarapé-Miri este un oraș în Pará (PA), Brazilia.